# تت کمپانی
تت کمپانی (انگلیسی: Tet Company) شرکت مخابرات لتونیایی است، که در سال ۱۹۹۲ تأسیس شد.